# Agía Iríni (Héraklion)
Pour les articles homonymes, voir Agía Iríni.
Agía Iríni (grec moderne : Αγία Ειρήνη, ou grec moderne : Αγία Ειρήνη στα Σπήλια) est un petit village situé à six kilomètres au sud d’Héraklion et à deux kilomètres de Cnossos. Il est connu pour son aqueduc construit durant l’occupation égyptienne dans les années 1830, à l'emplacement approximatif de l'aqueduc vénitien détruit durant le siège de Candie. 
Agía Iríni dépend d'un point de vue administratif du dème d’Héraklion. Le village tire son nom de l'église éponyme située sur la colline face aux habitations.